# ケイン・ギャング
ケイン・ギャング（The Kane Gang）は、1982年にシーハムで結成されたイングランドのポップ・トリオ。マーティン・ブラマー、ポール・ウッズ、デイヴ・ブルーウィスで構成されていた。1980年代にイギリスとアメリカでいくつかのヒット曲を生み出した。その名は映画『市民ケーン』にちなんでおり、プリファブ・スプラウトの本拠地でもあるレコード・レーベル、Kitchenwareでレコーディングを行った。

## 略歴
ボーカリストのマーティン・ブラマー（1957年5月13日、ダーラム州シーハム生まれ）とポール・ウッズは、マルチ楽器奏者のデイヴ・ブルーウィスとともに、地元の小さなバンドに所属していたときに出会い、小さなレコード・レーベルと契約した後、1982年にトリオを結成した。1984年にロンドン・レコードと契約。
彼らのデビュー・アルバム『バッド・アンド・ロウダウン・ワールド・オブ』（アメリカでは『Lowdown』としてリリース）は、翌年リリースされた。このアルバムからは「孤独の街 (Closest Thing to Heaven)」（12位）とザ・ステイプル・シンガーズの「リスペクト・ユアセルフ」のカバー（21位）という2枚のイギリスにおけるヒット・シングルが生まれた。後者はオーストラリアでもヒットし、19位に達した。このアルバムはピート・ウィングフィールドがプロデュースし、P.P.アーノルドとサム・ブラウンがバック・ボーカリストとしてフィーチャーされた。
バンドの次のアルバム『ミラクル』は、1987年にリリースされ、アメリカで2つのヒット・シングルを生み出した。「Motortown」(全米36位、全英45位) と、今度はデニス・エドワーズをカバーした「Don't Look Any Further」(全米64位、全英52位)。後者は全米ダンス・チャートで1位を記録した。
ウッズは1991年にバンドを脱退し、ソロ活動を試みた。ウッズとブルーウィスはアルバムにも取り組んだが、リリースされることはなかった。

## その他の業績
ケイン・ギャングは、BBC Radio 1の「Ooh Gary Davies... On Your Radio」というジングルを演奏した。当時の流行している音楽に合わせて、バンドはラジオ局にジングルを提供するため楽曲をアレンジしており、その楽曲のフックは大衆の意識に埋め込まれている。ゲイリー・デイヴィスのジングルは、彼らの楽曲「Smalltown Creed」（LP『バッド・アンド・ロウダウン・ワールド・オブ』収録）に基づいている。同曲は、アント&デック（PJ&ダンカン名義）やドナ・エアーを輩出したチルドレンズBBCの長寿番組『Byker Grove』のテーマ曲のベースとして使用された。

## ディスコグラフィ

### スタジオ・アルバム
- 『バッド・アンド・ロウダウン・ワールド・オブ』 - The Bad and Lowdown World of the Kane Gang (1985年、London) ※旧邦題『孤独の街』
- 『ミラクル』 - Miracle (1987年、London)

### コンピレーション・アルバム
- The Miracle of the Kane Gang (2007年、Sony BMG)

### シングル
- "Brother Brother" (1983年)
- "Smalltown Creed" (1984年)
- 「孤独の街」 - "Closest Thing to Heaven" (1984年)
- 「リスペクト・ユアセルフ」 - "Respect Yourself" (1984年)
- "Gun Law" (1985年)
- "Motortown" (1987年)
- "What Time Is It?" (1987年)
- "Don't Look Any Further" (1987年)